# Sztáray Zoltán
Sztáray Zoltán (Magyarcsaholy, 1918. június 20. – Portland, 2011. április 20.) magyar író, újságíró, közgazdász, szerkesztő, a Recski Szövetség alapítója, recski fogoly.

## Életpályája
Szülei: Sztáray Károly és Barota Anna voltak. 1941-ben végzett a József Nádor Műszaki és Gazdaságtudományi Egyetemen közgazdászként. 1941-ben behívták katonának; Kassán, Hajmáskéren és Budapesten teljesített szolgálatot. 1941–1944 között a Magyar Általános Hitelbank tisztviselője volt. 1945–1946 között a Salgótarjáni Kőszénbánya tisztviselőjeként dolgozott. 1946–1947 között a Magyar Állami Szénbányák főrevizora volt. 1947–1948 között az Országos Árhivatal osztályvezetője és a Műegyetem előadója volt. 1948 őszén hamis vádakkal letartóztatták, majd internálták. 1950-ben a recski kényszermunkatáborba hurcolták. 1953 végén szabadult, utólagosan 5 év börtönre ítélték (1957-ben a Legfelsőbb Bíróság az ítéletet megsemmisítette). 1954–1956 között üzemvezető volt a tokodi üveggyárban. 1956-ban részt vett a forradalomban, majd Párizsba emigrált. 1957–1958 között a strasbourgi Magyar Forradalmi Tanács gazdasági vezetője volt. 1958–1960 között New Yorkban a Kossuth Alapítvány alelnöke és igazgatója volt. 1960–1961 között a brüsszeli Nagy Imre Intézet belső munkatársa volt. 1961-től az Új Látóhatár munkatársa, 1980–1985 között a lap amerikai szerkesztője, 1986–1989 között – a folyóirat megszűnéséig – amerikai kiadója volt. 1962-től a Kaliforniai Egyetem szociológiai kutatója volt. 1981-ben megalapította a Recski Szövetséget, melynek ügyvezetője volt.

## Magánélete
1944–1953 között Kovács Irma volt a felesége. Két fiuk született: Zoltán (1945) és Mihály (1946). 1960-ban feleségül vette Hegedűs Nóra tanárnőt. Egy lányuk született: Zsuzsanna (1961).

## Művei
- Souvenirs du camp de concentratio de Recsk (1957)
- Hungary. A Survey (1958-1959)
- From Agricultural Labourer to Smallholder 1936-1956 (1959)
- The Crushing of Hungarian Scouting (1959)
- Books on the Hungarian Revolution (bibliográfia, 1960)
- A természetes szaporodás visszaesése Magyarországon (1960)
- Bibliography of Hungary (1960)
- Birth control in Hungary since 1956 (1961)
- Haraszthy Ágoston: a kaliforniai szőlőkultúra atyja (1964)
- A bukaresti titkos szerződés. Hogyan adták el Erdélyt az antanthatalmak? (1980)
- A recski kényszermunkatábor (1981)
- Hudson-parti álom (elbeszélések, 1985)
- Haraszthy Ágoston (1986)
- Csákánykő - a recski kényszermunkatábor (1997)
- Kalifornia (1998)

## Díjai, kitüntetései
- Bibó István-díj (1983)
- 1956-os Emlékérem (1991)
- A Magyar Köztársasági Érdemrend tisztikeresztje (1991)
- Jus Humana-díj (1992)
- Nagy Imre-emlékplakett (1994)
- Elnöki Arany Emlékérem (1996)
- Szabad Magyarországért Emléklap (1999)
- A Magyar Köztársasági Érdemrend középkeresztje a csillaggal (2003)
- Szabadság Hőse emlékérem (2006)